# Sassandra
Sassandra város Elefántcsontpart déli részén, Bas-Sassandra régióban. A Guineai-öböl partján, a Sassandra folyó torkolatában fekszik.
A várost a portugálok alapították, majd a britekhez került, végül a franciák használták mint kikötővárost. Sassandra gazdasága az 1960-as években hanyatlásnak indult, ahogy a közeli San-Pédro kikötője elkészült. Ma a fő gazdasági tevékenység a halászat és kisebb mértékben a tengerparti turizmus.

## Fordítás
- Ez a szócikk részben vagy egészben  a   Sassandra című angol Wikipédia-szócikk fordításán alapul.  Az eredeti cikk szerkesztőit annak laptörténete sorolja fel. Ez a jelzés csupán a megfogalmazás eredetét és a szerzői jogokat jelzi, nem szolgál a cikkben szereplő információk forrásmegjelöléseként.